# Клепіков Володимир Борисович
Клепіков Володимир Борисович (нар. 29 липня 1939) —  вчений. Фахівець у галузі електромеханіки, доктор технічних наук (1989), професор (1990) , Заслужений діяч науки і техніки України, лауреат Державної премії України, Президент Української асоціації інженерів-електриків (1997).

## Біографія
Володимир Борисович народився у м. Харкові. Його батько Клепіков Борис Федорович — відомий у Харкові вчитель фізики середньої школи № 35, мати Євгенія Петрівна — працівник Харківенерго.
Після закінчення у 1961 р. електромашинобудівного факультету Харківського політехнічного інституту був залишений для роботи в лабораторії механічних випрямлячів. Брав участь у розробці, виготовленні та налаштовуванні автоматичних швидкодіючих регуляторів току прямої дії на Дніпровському титаномагнієвому заводі .
У 1972 р. захистив кандидатську дисертацію в області напівпровідникової перетворювальної техніки .

## Наукова діяльність
Клепіков В. Б. пройшов шлях наукового росту від аспіранта до доктора технічних наук, академіка АН України. У 1976 році був обраний завідувачем кафедри «Автоматизовані електромеханічні системи». За ці роки виконано повний ремонт учбових приміщень кафедри, створені обчислювальний та мікропроцесорний центри, що оснащені сучасним обладнанням, відкриті нова спеціалізація «Системи керування робототехнічними комплексами» та спеціальність «Електропобутова техніка». Про значний авторитет кафедри та її завідувача, високу якість підготовки спеціалістів з електроприводу свідчить активна підтримка і допомога кафедрі з боку багатьох ведучих підприємств і організацій України, де працюють її випускники.
Володимир Борисович зробив значний особистий внесок в розвиток теорії електромеханічних систем. Він автор нового наукового напрямку. Його докторська дисертація «Динаміка електромеханічних систем з від'ємним в'язким тертям» при захисту 1989 р. була засвідчена, як новий розділ теорії електроприводу. Ним розроблені основи теорії нового класу електромеханічних систем, які мають велике практичне значення для електроприводів з нелінійним фрикційним навантаженням, при цьому були здобуті важливі наукові та практичні результати. Показано, що положення класичної теорії динаміки електроприводів є окремим випадком положень розробленої ним теорії електромеханічних систем з від'ємним в'язким тертям; встановлені умови виникнення фрикційних автоколивань в електроприводах машин і механізмів; виходячи з запропонованого ним універсального графу, встановлені загальні властивості типових зворотних зв’язків у двомасовій електромеханічній системі із від’ємним тертям; розроблена методика визначення оптимальних параметрів керування електроприводом на базі теорії планування експерименту з перетворенням метрики факторного простору; визначені принципи усунення автоколивальних режимів в електроприводах різних машин та механізмів .
З 1985 по 1990 рр. — проректор ХПІ з міжнародного співробітництва .
Клепіков В. Б. — ініціатор наукових робіт по використанню нейронних мереж і генетичних алгоритмів для керування електромеханічними системами, автор перших в СНД наукових праць та керівник перших наукових тем за планами ДКНТ та Міносвіти України у цьому напрямку. Ним запропоновано квазінейрорегулятор, який забезпечує задану якість регулювання з винайденням вагових коефіцієнтів по аналітичним співвідношенням. В 1999 р. при виконанні експериментів у Магдебурзькому університеті винайшов явище підсилення пружних коливань нелінійністю тертя у електромеханічній системі з проковзуванням.
Клепіков В. Б.  був керівником ряду науково-дослідних робіт за постановами Уряду, ДКНТ, галузевих міністерств та підприємств, при проведенні яких розроблені та впроваджені: система усунення пробуксовування валків прокатних станів (завод «Запоріжсталь»); прилад подавлення вібрацій у важких вальцешліфувальних верстатах (Харківський верстатобудівний завод ім. Косіора); високостабільне джерело живлення літаків (Харківський авіаційний завод); система запобігання буксування коліс рудничних електровозів (Харківський завод «Електромашина»); електропривод скануючого пристрою з фрикційною електромагнітною муфтою (Харківський інститут Радіоастрономії) та інші.
Особливу пошану наукової громади електриків та електромеханіків заслужив Володимир Борисович за те, що в складні часи економічного та творчого занепаду став ініціатором та організатором з 1993 р. щорічної Міжнародної науково-технічної конференції «Проблеми автоматизованого електропривода. Теорія та практика», яка згуртувала в Україні вчених, спеціалістів промисловості, проектних організацій та надала їм новий творчий підйом, поштовх до нових наукових досягнень. В. Б. Клепіков організував пошук історичних коренів електротехнічної школи України, багато зробив для визнання заслуги проф. П. П. Копняєва, як її засновника, був ініціатором створення його бюсту.
Визнанням авторитету В. Б. Клепікова як діяча науки і техніки є те, що в 1997 р. його одноголосно обрано Президентом Української асоціації інженерів-електриків, яка має 15 регіональних осередків. Він Дійсний член Академії інженерних наук України, головний редактор журналу «Електроінформ», голова науково-методичної підкомісії Міносвіти України з напрямку «Електромеханіка», член ряду експертних комісій вищих державних установ.
Володимир Борисович має значний міжнародний авторитет. Вільно володіє 4 мовами. Неодноразово виступав з науковими доповідями в Росії, Німеччині, Італії, Угорщині, Індії, Сирії та в інших країнах. Дійсний член міжнародної асоціації ІЕЕЕ. За наукові досягнення нагороджений Мішкольским університетом медаллю Signum Aurum Universitatis.
Велике місце в житті В. Б. Клепікова займає педагогічна діяльність. В різні роки ним були підготовлені лекційні курси «Потужні і імпульсні прилади», «Основи наукових досліджень», «Промислова електроніка», «Введення в спеціальність». Зараз читає курси «Теорія електроприводу», «Нові фізичні та математичні методи в електромеханіці», приділяючи увагу набуттю у студентів системного аналітичного мислення та урозуміння фізичної суті явищ. Особливо працює з талановитою молоддю. Персонально готує команду кафедри до участі у Всеукраїнській олімпіаді з теорії електроприводу, керує науковою роботою магістрів і аспірантів. Для залучення шкільної молоді до програмування на комп’ютері замість рефлексивних ігор за його ідеєю був створений комп’ютерний електромеханічний комплекс з відео та музичним супроводженням «Танцюючий страус», який неодноразово одержував нагороди на виставках Міністерства освіти і науки України.
В. Б. Клепіков співавтор підручника «Основи наукових досліджень та технічної творчості», в якому ним написано розділ по теорії планування експерименту, а також навчального посібника «Електромеханічні системи автоматизації та електропривід» — матеріал по фаззі-керуванню, нейронним мережам, генетичним алгоритмам та динаміці електромеханічних систем з від’ємним в’язким тертям. В останні роки В. Б. Клепіков приділяє велику увагу питанням теорії та практики енерго- ресурсозбереження в Україні засобами електроприводу, показує, що електропривод є найширшою базою економії електроенергії, що як засіб автоматизації та оптимізації технологічних процесів електропривод за рахунок зниження відходів виробництва, втрат розхідних матеріалів, підвищення якості, надійності та довговічності машин та механізмів здатен надати додатковий ефект енерго- ресурсозбереження, який часто багатократно перевищує ефект від прямої економії електроенергії. Він розробив пропозиції щодо стратегії модернізації електроприводів середньої потужності в Україні. Під його керівництвом були розроблені енергозберігаючі: джерело електроживлення для газорозподільних систем за схемою «Турбодетандер — асинхронний генератор — ШІП, інвертор» (для АТ «Турбогаз»), електропривод ескалатора метрополітену, інтегрований електропривод з мікропроцесорним керуванням та інші, відзначені у 2003—2009 рр. нагородами Всеукраїнських та регіональних виставок. Розробка «Багатофункціональний перетворювач частоти ПЧРТ-3» для енергозберігаючого електроприводу, впроваджений у серійне виробництво на Харківському приладобудівному заводі ім. Т. Г. Шевченко, одержала на Всеукраїнському конкурсі — виставці медаль та диплом «Кращий вітчизняний товар 2008 року» .
Творча діяльність В. Б. Клепікова знайшла відображення у 3-х монографіях, 2-х навчальних посібниках з грифом МінВНЗ-у, більше 300 публікаціях, 20-ти авторських свідоцтв на винахід і патентів , 11 учбово-методичних матеріалів та 12 видань по проблемам вищої школи . Під його науковим керівництвом захищені 2 докторські та 21 кандидатські дисертації.
Клепіков В. Б. — активний прихильник концепції широкого перетворення в Україні автомобілів в електромобілі як засобу економії валютних ресурсів за рахунок скорочення імпортованих нафти і газу, а також покращення екології великих міст. У 2015 р. під його керівництвом на базі автомобіля «Ланос» створений перший в Україні електромобіль з широким використанням комплектуючих, що випускаються вітчизняними виробниками. Створений електропривод електромобіля забезпечує повернення енергії в гальмівних режимах суперконденсаторною батареєю.

## Нагороди та відзнаки
- Переможець обласного конкурсу «Вища школа Харківщини — кращі імена» в номінації «Науковець» (2002)
- Переможець обласного конкурсу «Вища школа Харківщини — кращі імена» в номінації «Завідувач кафедри» (2005)
- Фіналіст Всеукраїнського конкурсу «Лідер паливно-енергетичного комплексу-2002» в номінації «Вчений» (2002)
- Почесне звання «Заслужений діяч науки та техніки України» (2005)